# Gourbillon
Der Gourbillon ist ein kleiner Fluss im nordwestlichen Zentralmassiv von Frankreich, der im Département Creuse der Region Nouvelle-Aquitaine östlich der Stadt Limoges verläuft.

## Geografie

### Verlauf
Die Gourbillon entspringt im südöstlichen Gemeindegebiet von La Nouaille, entwässert mit einem anfänglichen Bogen über West generell in nordöstlicher Richtung durch den Regionalen Naturpark Millevaches en Limousin und mündet nach rund 15 Kilometern im Gemeindegebiet von Saint-Quentin-la-Chabanne als linker Nebenfluss in die Creuse. 

### Orte am Fluss
(Reihenfolge in Fließrichtung)
- Le Montfranc, Gemeinde La Nouaille
- Le Chiroux, Gemeinde La Nouaille
- Sous les Fougères, Gemeinde La Nouaille
- Lascaux-Maury, Gemeinde Gioux
- La Villeraud, Gemeinde Croze
- Saint-Quentin-la-Chabanne